# Odice jucunda
Odice jucunda is een nachtvlinder uit de familie spinneruilen (Erebidae). Synoniemen van deze vlinder zijn Ecthetis jucunda en Eublemma jucunda.
De vlinder komt voor op het Iberisch Schiereiland en Zuid-Frankrijk.